# Drago Petrič
Drago Petrič, slovenski zdravnik, plavalni trener in športni organizator, * 13. september 1935, Ljubljana, † 27. september 2006, Kranj. 
Petrič je leta 1962 diplomiral na Medicinski fakulteti v Ljubljani in prav tam 1974 opravil specialistični izpit iz splošne medicine.
Poleg poklicnega dela v zdravstvu pa se je Petrič ukvarjal tudi s športom. Od leta 1952 do 1986 je bil vaterpolist in plavalec  ter od 1967 do 1972 predsednik plavalnega kluba Triglav v Kranju in od 1976 do 1981 predsednik Plavalne zveze Slovenije. Kot trener v plavalnem klubu Triglav je dosegel veliko kakovost, mednarodni ugled pa je dosegel s plavalnimi uspehi, ki sta jih dosegla sinova Borut in Darjan Petrič (skupaj 9 kolajn na svetovnih in evropskih prvenstvih). Za dosežke v športu je leta 1981 prejel Blovkovo nagrado.